# 줄리아 머니

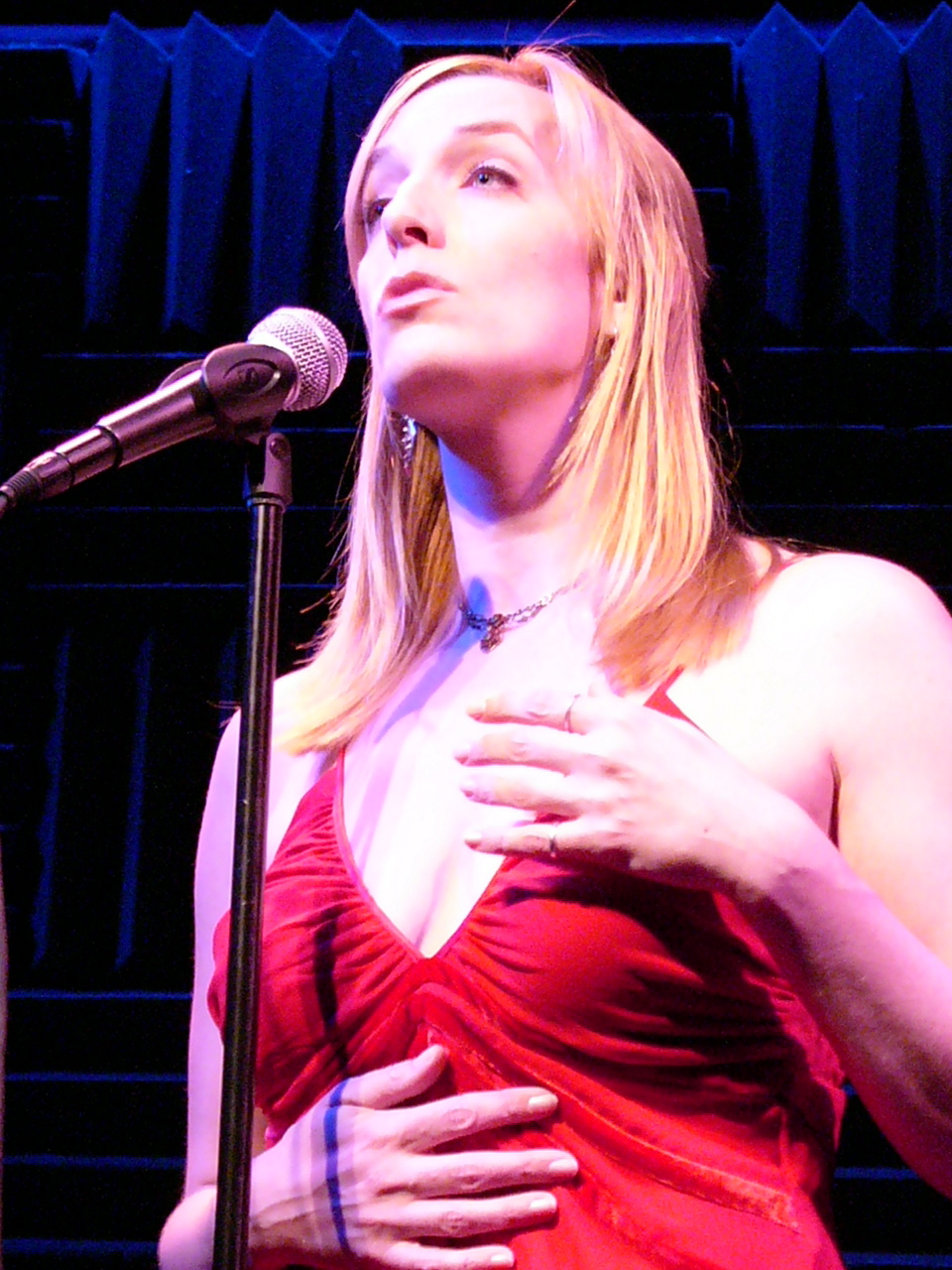

줄리아 머니(Julia Murney, 1969년 1월 14일 ~ )는 미국의 가수, 배우, 연극 배우, 텔레비전 배우, 성우, 영화배우이다.

## 영화
- 빅 타임 어덜레슨스 (2018년)
- 멀티플 새커즘 (2010년)
- 클레어 블루 튜즈데이 (2009년)
- 고스트 타운 (2008년)
- 법과 질서 (1990년)